# Leales a la Corona
Leales a la Corona (Phracharaj o พรรคประชาราช) es un partido político de Tailandia registrado el 10 de enero de 2006 por Sanoh Thienthong, antiguo miembro del Thai Rak Thai.

## Historia
Tras el golpe de Estado de septiembre de 2006, la formación se convirtió en refugio de algunos miembros del ilegalizado Thai Rak Thai. En las elecciones generales de 2007 obtuvo algo más de 2.800.000 votos y 5 escaños en la Cámara de Representantes.
- Datos: Q3268292